# Old Ancrum Bridge
Die Old Ancrum Bridge ist eine Straßenbrücke nahe der schottischen Ortschaft Ancrum in der Council Area Scottish Borders. 1971 wurde das Bauwerk in die schottischen Denkmallisten in der höchsten Denkmalkategorie A aufgenommen. Eine zusätzliche Einstufung als Scheduled Monument wurde 2016 aufgehoben.

## Beschreibung
Die Old Ancrum Bridge wurde im späten 18. Jahrhundert erbaut. Der Mauerwerksviadukt überspannt den Teviot mit drei ausgemauerten Segmentbögen, von denen der nördliche ausschließlich über das flache Ufer verläuft. Mit dem Bau der neuen Ancrum Bridge wenige Meter flussabwärts im Jahre 1939 wurde die Old Ancrum Bridge obsolet. Während über die neue Brücke die aus dem englischen Darlington kommende und bis Edinburgh führende A68 den Teviot quert, verläuft über die Old Ancrum Bridge nur eine heute verkehrstechnisch unbedeutende Stichstraße.